# Guillermo Bosch Arana

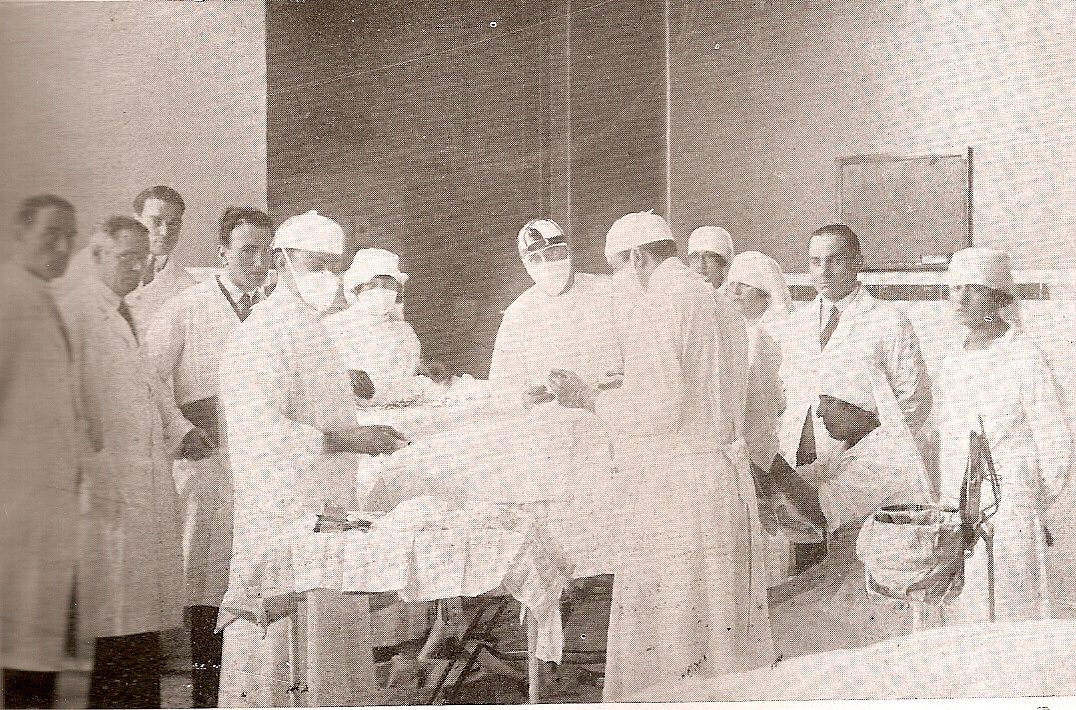
Dr. Guillermo Bosch Arana en medio de una intervención quirúrgica en el Hospital Parmenio Piñero en 1924.

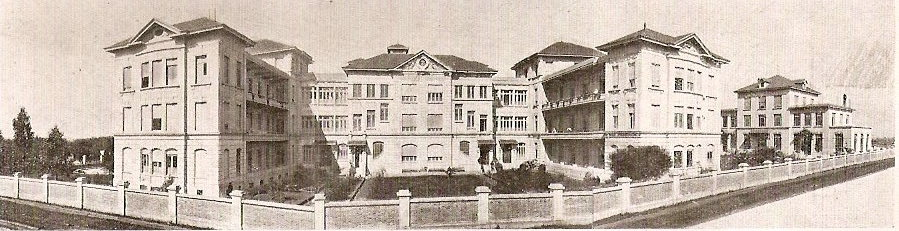
Vista exterior de los pabellones de Cirugía del Hospital Parmenio Piñero en 1924.

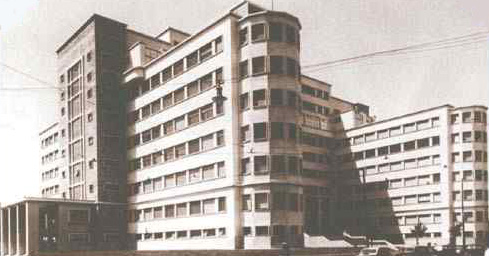
El Hospital Argerich en 1945.

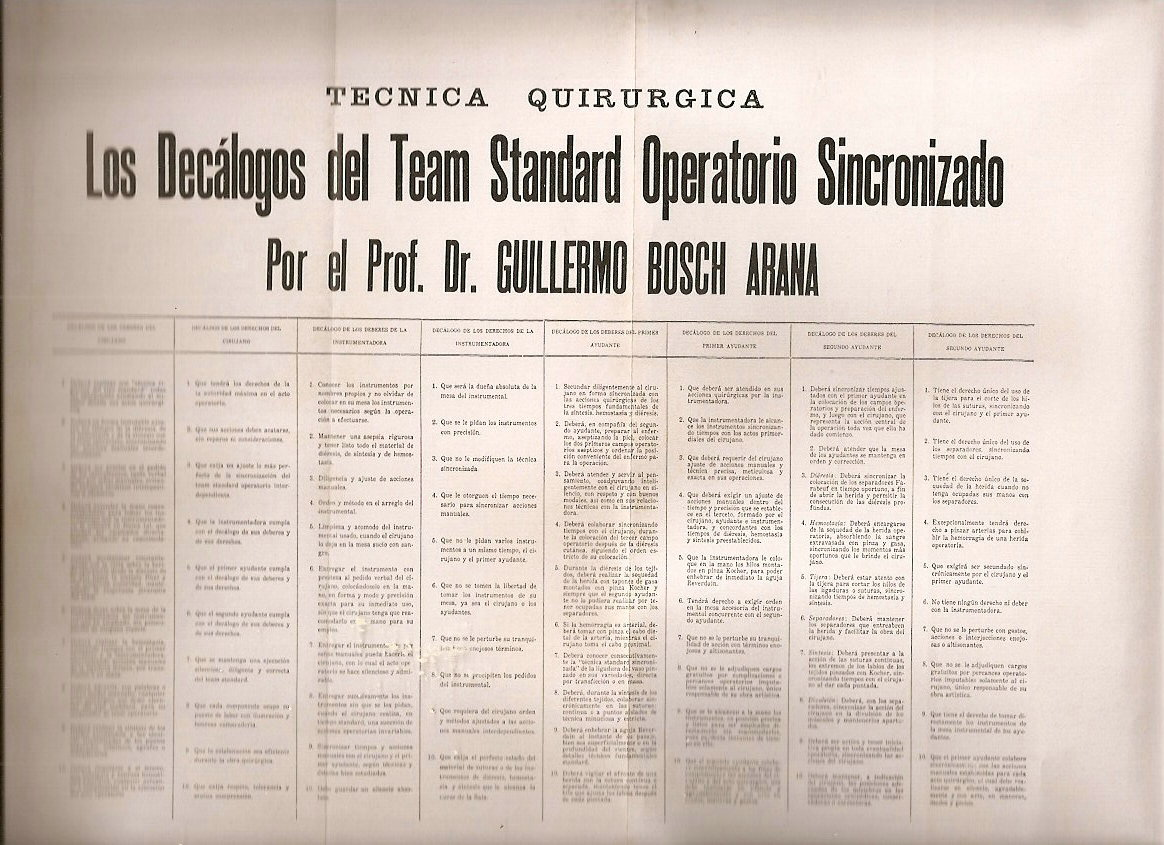
Los "Decálogos del Team Standard Operatorio Sincronizado", por el Prof. Dr. Guillermo Bosch Arana, edición publicado por la editorial "El Ateneo" de Buenos Aires en 1934.

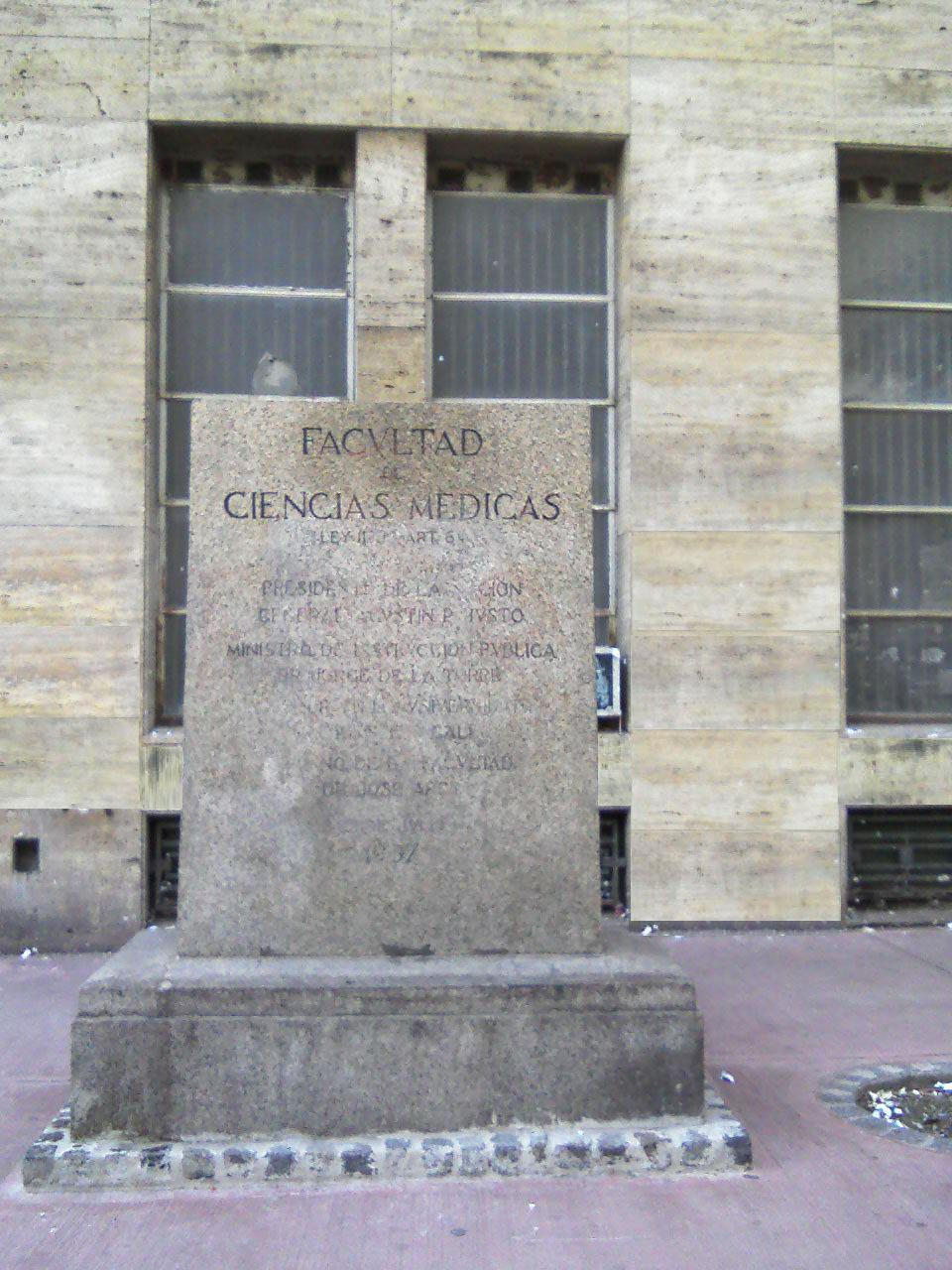
Vista actual de la Piedra Fundamental de la Facultad de Ciencias Médicas de la Universidad de Buenos Aires, colocada en 1937.

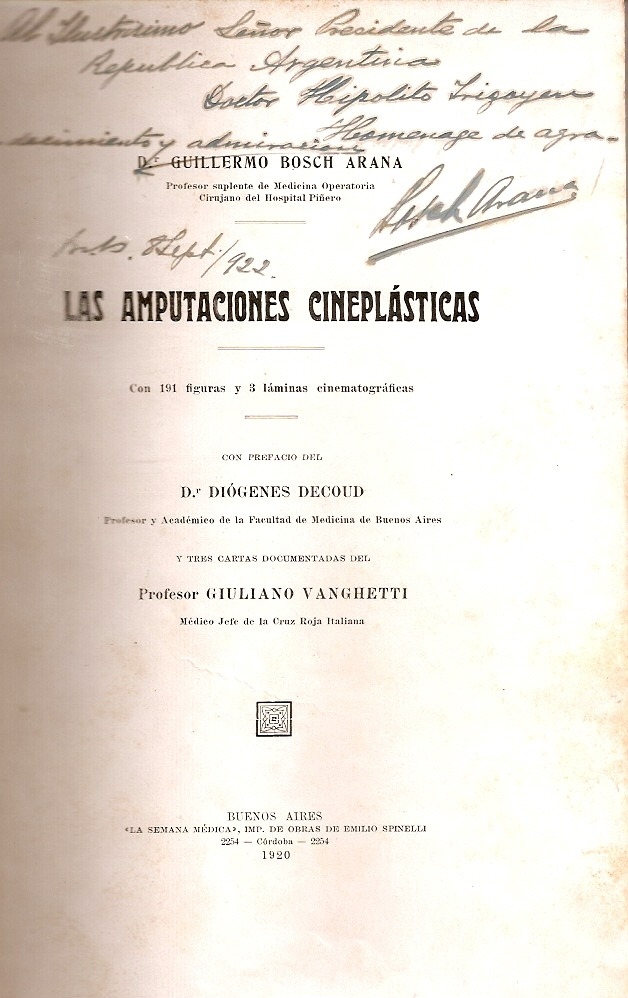
Ejemplar de "Las amputaciones Cineplásticas" dedicado "Al Ilustrísimo Señor Presidente de la República Argentina Doctor Hipólito Yrigoyen" y que formaba parte de la biblioteca personal del expresidente.

Guillermo Bosch Arana (Buenos Aires; 1 de diciembre de 1889 - ib., 4 de julio de 1939) fue un médico cirujano de Argentina. Fundó la primera Escuela de Instrumentación Quirúrgica en el Hospital Argerich. Fue el creador y primer director del Instituto de Cirugía Experimental (1934), vicedecano de la Facultad de Medicina (UBA), colocó en 1937 la Piedra Fundamental del actual edificio, ubicado en la intersección de las calles Marcelo T. de Alvear y Junín (Ciudad de Buenos Aires). Por sus aportes a la medicina, la Sociedad Argentina de Cirujanos Instituyó un premio que lleva su nombre.
Relator Oficial en la Primera Conferencia de Sanidad Militar, Vocal y Relator Oficial del Comité del II Congreso Nacional de Medicina, Presidente de la Sociedad de Cirugía, Presidente de la Sociedad de Patología Quirúrgica de la Asociación Médica Argentina, Jefe del Servicio de Cirugía de los Hospitales Salaberry y Parmenio Piñero.
Fue también Profesor de Técnica Quirúrgica en la Facultad de Ciencias Médicas de la Universidad de Buenos Aires, Vicedecano de la misma Facultad y Director de su Instituto de Cirugía Experimental. Jefe de Sala del Servicio de Cirugía del Hospital Parmenio Piñero. Director del Museo Histórico de Instrumental Quirúrgico. Inauguró en 1934 el Museo de Historia de la Medicina y de la Cirugía, el cual durante muchos años llevó su nombre, siendo luego renombrado como "Vicente Aníbal Risolía". Miembro del Comité Argentino de la Sociedad Internacional de Transfusión Sanguínea y miembro corresponsal extranjero de Instituciones Científicas de Francia, Italia, España, Brasil y los Estados Unidos.

## Puestos y Cargos Desempeñados como alumno de la Facultad de Medicina (1908 - 1912)
- Disector del "Instituto de Anatomía Normal y Medicina Operatoria", por concurso de oposición entre 1908 y 1912. El Jurado declaró "desierto" el segundo puesto a llenar luego del examen oral y las pruebas de disección por "incompetencia de los otros cuatro candidatos".

- Practicante Interno del Hospital de Clínicas, por concurso de clasificaciones del "Instituto de Anatomía Normal y Medicina Operatoria", por concurso de oposición entre 1908 y 1912.

- Practicante Externo del Hospital San Roque entre 1907 y 1910.

- Practicante de Vacuna del Departamento Nacional de Higiene entre 1908 y 1911.

- Practicante Menor Interno del Hospital San Roque entre 1910 y 1911.

- Practicante Mayor Interno del Hospital San Roque entre 1911 y 1912.

## Puestos y Cargos Desempeñados como Médico (1912 - 1939)
- Jefe de trabajos Prácticos de la Cátedra "Medicina Operatoria" entre 1912 y 1918.

- Profesor Adscripto de la Cátedra "Medicina Operatoria" en 1914

- Miembro de las Comisiones Examinadoras de la Cátedra "Medicina Operatoria", 1914 - 1928.

- Miembro del Comité Ejecutivo de la sección Cirugía del "Primer Congreso nacional de Medicina", 1916.

- Miembro del Comité de Redacción de "La Semana Médica", 1916 - 1928.

- Relator Oficial en las Sesiones Extraordinarias de la "Asociación Médica Argentina".

- Profesor Suplente de la Cátedra "Medicina Operatoria" en 1918

- Jefe de Trabajos Prácticos de "Clínica Quirúrgica" en la Cátedra del Dr. Diógenes Decoud, en 1918.

- Relator Oficial de las Sesiones Extraordinarias de la "Sociedad de Cirugía", tema "Anestesias" en 1919.

- Jefe de "Clínica Quirúrgica" en la Cátedra del Dr. Diógenes Decoud, en 1919.

- Comisionado por la Facultad para el intercambio de Profesores con la Facultad de Medicina (UdelaR) de Montevideo, 1920.

- Jefe de Cirugía del Hospital Salaberry, entre 1920 y 1922.

- Secretario de Redacción de "La Prensa Médica Argentina", 1920 - 1925.

- Miembro del Comité de Redacción de la "Gazzetta Medica Italo-Argentina", 1920 - 1928.

- Vocal del Comité Ejecutivo del "Segundo Congreso Nacional de Medicina" 1921.

- Presidente de la "Sociedad de Cirugía" 1921 y 1922.

- Secretario del Comité ejecutivo del "Sexto Congreso Médico Latino Americano" realizado en La Habana en 1922.

- Miembro del Comité de Publicidad de la "Asociación Médica Argentina", 1922.

- Presidente de la "Sociedad de Patología Quirúrgica" de la "Asociación Médica Argentina", 1922 - 1923.

- Relator Oficial en el "Segundo Congreso Nacional de Medicina" en los temas: "Anestesia en las operaciones por Quistes" y "Reparación en los Accidentes del Trabajo" en 1922.

- Jefe de Cirugía del Hospital Parmenio Piñero, entre 1922 y 1928 (datos hasta ese año).

- Director de la Biblioteca y Archivo de la "Sociedad de Cirugía de Buenos Aires", 1923.

- Comisionado por la Facultad para estudiar en el extranjero el estudio de la "Cirugía Ortopédica", 1923.

- Vocal de la Subsección "Cirugía General y Ortopedia" del "Tercer Congreso nacional de Medicina", 1924.

- Jefe de Cirugía del Hospital Argerich.

- Profesor Titular de Medicina Operatoria

- Profesor Titular de Técnica Quirúrgica

- Vicedecano de la Facultad de Ciencias Médicas de la Universidad de Buenos Aires, desde 1937 hasta su prematura muerte en 1939.

## Obras Publicadas (datos hasta 1928)
El Prof. Dr. Guillermo Bosch Arana desarrolló una prolífica carrera en el ámbito académico que lo llevó a publicar más de 100 obras en 5 idiomas (Español, Inglés, Francés, Alemán e Italiano).
Entre ellas, se destacan "Las amputaciones Cineplásticas" (Edición de La Semana Médica, 1920), "La enseñanza práctica de las Anatomías" (La Prensa Médica Argentina, n.º 30, año 1921), "La sutura Intradérmica. Su técnica." (Crónica Médico-Quirúrgica de La Habana, 1923), "Nuovo ergografo per misurare la potenza dei motori cineplastici" (La Clinica Chirurgica, Milano, Italia, Maggio-Giugno, fasc. V-VI, 1920), "Méthode personnelle de cinematisation des mignons d'amputations" (Journ. de Chirurgie, t. XVII, nº 4, Paris, Avril 1921), "Eine neue Methode für Kineplastiche Operationen" (Arch. f. Orthopädische und Unfall-Chirurgie, B. XX, Heft 3, Berlin - München, 1922), "Two Kineplastic Problems Solved" (Surg. Gynec. and Obstetrics, n.º 4, 1923), "Los progresos de la Clínica" (Madrid, 1923). Las obras enunciadas son sólo algunas de las más de 100 escritas por el Dr. Bosch Arana y no responden a algún criterio de selección en particular.

## Premios (datos hasta 1923)
Entre la gran cantidad de premios que el Dr. Guillermo Bosch Arana recibió a lo largo de su prolífica carrera, se destacan los siguientes:
- 1912 - Diploma de Honor donado por la Facultad a las mejores clasificaciones de los alumnos del curso escolar.

- 1915 - Medalla de Oro acordada por la "Panamá-Pacific International Exposition".

- 1922 - Primer Premio "Accésit" "Al mejor trabajo", donado por la Universidad Nacional por la obra "Las Amputaciones Cineplásticas".

- 1922 - Primer Premio del "Premio Nacional" de Ciencias por la Obra "Las Amputaciones Cineplásticas".

- 1923 - Premio de "Colaboraçao da Exposiçao Internacional Dos Estados Unidos do Brasil".

Incluso existe un premio con su nombre.

## Membresías (datos hasta 1925)
- Socio Honorario de la Sociedad Ortopédica Italiana, 18 de octubre de 1921.
- Miembro correspondiente de la Sociedad Nacional de Cirugía de París, 9 de abril de 1924.
- Académico correspondiente de la Real Academia Nacional de Madrid, 26 de marzo de 1924.
- Socio correspondiente extranjero de la Sociedad Médico-Quirúrgica de Bologna, 21 de marzo de 1924.
- Socio correspondiente extranjero de la Sociedad de Cirujanos de París, 4 de abril de 1924.
- Miembro del American College of Surgeons, 30 de octubre de 1925.